# علامت دهی (علم اقتصاد)
در نظریه قرارداد، علامت دهی (انگلیسی: Signalling) این ایده است که یکی از طرفین (که عامل نامیده می‌شود) به نحوی باورپذیر اطلاعاتی در مورد خود را به طرف دیگر (اصل) انتقال بدهد. برای مثال در مدل علامت دهی بازار کار مایکل اسپنس کارکنان با کسب مدارک تحصیلی احتمالاً در مورد توانایی خود به کارفرما سیگنال می‌فرستند. ارزش اطلاعاتی مدارک تحصیلی ناشی از این واقعیت است که کارفرما معتقد است که مدارک تحصیلی دارای همبستگی مثبت با داشتن توانایی بیشتر است و برای کارکنان دارای توانایی به دست آوردنش سخت‌تر است؛ بنابراین مدارک کارفرما را قادر می‌سازد به طرز قابل اطمینانی کارگران کم توان را از کارگران با توانایی بالا تشخیص بدهند.